# Ocotea magnifica
Ocotea magnifica là loài thực vật có hoa trong họ Nguyệt quế. Loài này được O. Schmidt miêu tả khoa học đầu tiên năm 1928.